# Larinus (підрід)
Larínus — підрід жуків роду Larinus  родини Довгоносики (Curculionidae).

## Зовнішній вигляд
До цього підроду відносяться жуки, довжина тіла яких становить 6-20 мм. Основні ознаки:
- головотрубка біля очей, у основи із пласким сідлоподібним вдавленням, посередині якого є короткий товстий кіль, звичайно — з глибокими поздовжніми вдавленнями по обидва його боки;
- головотрубка товстіша за передні стегна;
- надкрила інколи із поздовжніми смугами або вкриті плямами.

## Спосіб життя
Типовий для видів роду Larinus. Рослинами-господарями слугують різні види з родини айстрових. Імаго живляться зеленими частинами рослин, яйця відкладаються по одному у суцвіття-кошики. Личинки живляться незрілими сім'янками і заляльковуються у камері з досить міцними стінками  .

## Географічне поширення
Ареал підроду охоплює весь Південь Палеарктики, тяжіючи до Середземномор'я. У цих широких межах значна частина видів притаманна порівняно невеликим регіонам (див. нижче). Дев'ять видів цього підроду мешкають в Україні.

## Класифікація
Нижче наведено перелік 33 видів цього підроду, що мешкають у Палеарктиці. Види української фауни позначені кольором :
- Larinus affinis Fremuth, 1987 — Іран
- Larinus albolineatus Capiomont, 1874 — Єгипет, Ізраїль
- Larinus arabicus Capiomont, 1874 — Іран
- Larinus buccinator (Olivier, 1807) — Південь Європи від Португалії до Балкан; Туреччина, Алжир, Марокко
- Larinus capsulatus Gültekin, 2008 — Туреччина
- Larinus cardopatii Lucas, 1847 — Алжир, Марокко
- Larinus carinirostris Gyllenhal, 1835 — Південь Європи від Італії до Європейської частини Росії; Туреччина
- Larinus cleoniformis Bedel, 1891 — Алжир, Марокко
- Larinus cleonoides L.Arnol'di, 1956 — Узбекистан
- Larinus cuniculus (Olivier, 1807) — Ірак, Саудівська Аравія, Середня Азія
- Larinus cynarae  (Fabricius, 1787) — Південь Європи від Португалії до Європейської частини Росії; Північна Африка, Іран, Ізраїль, Туреччина
- Larinus elegans Desbrochers des Loges, 1897 — Північна Африка. Саудівська Аравія
- Larinus fucatus Faust, 1891- Закавказзя, південь Європейської частини Росії, Ірак, Іран, Туреччина
- Larinus bedenborgi Boheman, 1845 — Греція, Північна Африка, Близький Схід, Туреччина
- Larinus humeralis Petri, 1907 — Іран
- Larinus idoneus Gyllenhal, 1835 — Іспанія, Польща, Україна, південь Європейської частини Росії, Західний Сибір, Грузія, Середня Азія
- Larinus inaequalicollis Capiomont, 1874 Молдова, Закавказзя, південь Європейської частини Росії, Близький Схід, Туреччина, Іран, Казахстан, Середня Азія
- Larinus jacobsoni Petri, 1907 — Алжир, Марокко
- Larinus jelmelci Fremuth, 1987 — Іран
- Larinus latus (Herbst, 1783) — Південь Європи від Франції до Закавказзя; Туреччина, Близький Схід, Іран, Західний та Східний Сибір; інтродукований до Австралії
- Larinus maurus (Olivier, 1807) Південь Європи від Португалії до Болгарії; Алжир, Марокко
- Larinus mellificus Jekel, 1859 — Іран
- Larinus modestus Gyilenhal, 1835 — Іран
- Larinus nidificans Guibourt, 1858 — Близький Схід, Афганістан, Іран, Туркменістан, Азербайджан
- Larinus onopordi (Fabricius, 1787) — Південь Європи від Франції до Європейської частини Росії і Закавказзя; Північна Африка, Близький Схід, Туреччина, Саудівська Аравія, Іран, Середня Азія, Казахстан, Західний Сибір; Афротропіка
- Larinus paradoxus Ter-Minasian & Egorov, 1981 — Казахстан
- Larinus pollinis Laicharting, 1781) — більша частина Європи: від Португалії і Франції до півдня Європейської Росії, на північ до Нідерландів; Марокко, Туреччина, Іран, Західний та Східний Сибір, Японія, Північна та Південна Корея
- Larinus rudicollis Petri, 1907 — Румунія, південь Європейської Росії, Західний Сибір, Алжир, Лівія, Близький Схід, Іран, Туреччина
- Larinus sibiricus Gyllenhal, 1835 — Балкани, Болгарія, Молдова, Україна, Закавказзя, Туреччина, Західний Сибір, Іран, Киргизстан
- Larinus siculus Boheman, 1843 — Португалія, Іспанія, Італія, Греція, Північна Африка, Афротропіка, Іран, Ізраїль
- Larinus subverrucosus Petri, 1907 — Марокко, Туніс
- Larinus ursus (Fabricius, 1792) — Південь Європи від Португалії до півдня Європейської Росії; Північна Африка, Близький Схід, Туреччина, Іран, Західний Сибір
- Larinus vulpes (Olivier, 1807) — Південь Європи від Португалії до півдня Європейської Росії; Північна Африка, Східний Сибір, Північно-Західний Китай, Сирія, Середня Азія (див. окрему статтю Larinus vulpes)